# Taylor Manson
Pour les articles homonymes, voir Manson.
Taylor Manson (née le 29 septembre 1999 à East Lansing) est une athlète américaine, spécialiste du 400 mètres.

## Biographie
Lors des championnats du monde juniors 2018, elle s'adjuge la médaille de bronze sur 400 mètres et la médaille d'or au titre du relais 4 × 400 mètres.
Elle atteint la finale du 400 m des sélections olympiques américaines d'athlétisme 2020 et est sélectionnée pour les épreuves de relais à l'occasion des Jeux olympiques de Tokyo. Elle participe aux séries de l'épreuve du  4 × 400 mètres mixte.

## Palmarès
| Date | Compétition     | Lieu  | Résultat | Épreuve         | Temps                    |
| ---- | --------------- | ----- | -------- | --------------- | ------------------------ |
| 2021 | Jeux olympiques | Tokyo | 3e       | 4 × 400 m mixte | Participation aux séries |